# Agios Nikolaos tis Stegis
Agios Nikolaos Tis Stegis (grško: Άγιος Νικόλαος της Στέγης, Cerkev sv. Nikolaja Strešnega) je bil bizantinski samostan iz 11. stoletja, ki je cvetel v Kakopetriji na Cipru. Cerkev je edini ohranjeni srednjebizantinski katolikon (samostanska cerkev) na Cipru iz 11. stoletja in je v ohranjenih besedilih omenjena šele v 13. stoletju. Sveti Nikolaj Strešni je cvetel od srednjega bizantinskega obdobja do začetka frankovske vladavine, okoli 12. stoletja. Od frankovske vladavine je cerkev ostala odprta, vendar je služila kot majhna vaška cerkev in romarski kraj. Cerkev je ena od desetih poslikanih cerkva v regiji Troödos, ki so bile leta 1985 vpisane kot Unescov seznam svetovne dediščine zaradi svojih izjemnih fresk in pričevanja o zgodovini bizantinske vladavine na Cipru.

## Arhitekturni kontekst Cipra
Arhitekturni učenjak Charles Anthony Stewart opisuje zgodnjekrščanske cerkve v svojem članku Prve obokane cerkve na Cipru: »Vseh petinšestdeset znanih zgodnjekrščanskih cerkva, ki izvirajo iz poznega 4. do sredine 7. stoletja, kažejo iste lastnosti: imajo vsaj tri ladje, razdeljene s stebrišči, ki podpirajo lesene strehe. V tem obdobju ni centralno načrtovanih, kupolastih ali obokanih stavb. Konzervativno naravo ciprske cerkvene stavbe je mogoče razložiti z otoškim značajem cerkve ... Ciprska cerkev bi lahko ohranja svoje notranje imenovanje in običaje. Zaradi njegovega neodvisnega in močnega hierarhičnega sistema krivoverstva, kot sta arijanstvo in monofizitizem, niso prizadela Cipra kot druge bizantinske province« (Stewart 162-163). Avtorica Annemarie Weyl Carr nadaljuje s prikazovanjem zgodnjih ciprskih cerkva v svojem časopisu Bizantinci in Italijani na Cipru: podobe iz umetnosti: »Zahodna prisotnost na srednjeveškem Cipru se danes predstavlja in so jo preučevali predvsem v smislu razkošne gotske arhitekture otoka, ki se dviga sredi minareti in palme na sredozemskem soncu. Osupljivo romantične te stavbe prikličejo podobo francoske dvorske kulture, prenesene na Bližnji vzhod« (Weyl 340).
Arhitektura cerkve sv. Nikolaja Strešnega je kupolast križni kvadrat in je dobila ime po drugi leseni strehi z ravnimi strešniki. Prvotno ni bilo narteksa ali lesene strehe, ki pokriva tako ladjo kot narteks. V začetku 12. stoletja je bil prizidan narteks, pokrit s kaloto in dvema prečnima lokoma. Ta dodatek strmo nagnjene strehe je Agiosu Nikolaosu dal vzdevek strešni (tis Stegis). Avtor A. H. S. Megaw komentira dodatek kasnejše strehe: »Ta kasnejša streha skriva popolnoma običajno cerkev tipa bizantinskega napisanega križa, skupaj s kupolo ... Te stopničaste strehe bi potem predstavljale avtohtono provincialno, arhitektura tega območja Cipra, ki so jo začasno izpodrinile tuje bizantinske kupole« (Megaw 81 & 88). Kasneje je bila prvotna podoba cerkve spremenjena, kar je povzročilo uničenje nekaterih notranjih poslikav.

## Notranja dekoracija
Notranje stene cerkve krasi niz fresk, starih več kot 600 let. Prva faza okrasitve se je začela v 11. stoletju in je preživela poznejše vpade in splošno propadanje zaradi časa. Tudi avtor A. H. S. Megaw komentira okrasje cerkve, »kar je ostalo od njegovega prvotnega freskastega okrasja, ni prvovrstnega, je še vedno odsev, četudi nekoliko oddaljen, osrednje tradicije Konstantinopla. V glavah, kot so glave apostolov v prizorih in Gabrijelova, nedavno odkrita v apsidi, vidimo globoko umaknjene strmeče oči ekspresionističnega sloga, ki so ga slikarji fresk tistega časa podedovali od bizantinskih miniaturistov makedonske renesanse« (Megaw 82). Freske prikazujejo prizore iz Jezusovega življenja, Lazarjevo vstajenje, Vnebovzetje Device Marije in nekatere posamezne figure.
Druga faza okrasja je datirana v 12. stoletje in vključuje stenske poslikave iz jugozahodnega dela cerkve in narteksa. Megaw pojasnjuje: »Velik del sv. Nikolaja Strešnega je bil v 12. stoletju na novo okrašen z bolj sofisticiranimi slikami, med njimi je običajna serija cerkvenih očetov na steni apside, ki v tem primeru vključuje značilno predstavitev sv. Epifanija. Seveda se pogosto pojavlja med očeti v ciprskih apsidah. Videli bomo več tega komnenskega sloga, ki ga je na Cipru mogoče razložiti le z dotokom novih talentov v obliki mojstrov, ki so bili izurjeni zunaj otoka, nekateri med njimi morda v Konstantinoplu samem«. (Megaw 82) Čeprav je ohranjenih nekaj stenskih poslikav iz 11. in 12. stoletja, je večina stenskega okrasja cerkve datirana v 14. stoletje. Stenski sliki Križanje in Vstajenje sta bili naslikani v poznem 13. stoletju do začetka 14. stoletja. Podoba Kristusa Pantokratorja krasi kupolo skupaj s preroki na bobnu kupole in evangelisti na štirih pendantivih. Ta tri dela so datirana v sredino 14. stoletja. V ladji in narteksu je skupina svetnikov v naravni velikosti iz istega obdobja. Na severozahodnem pomolu sta dve masivni podobi sv. Teodorja in sv. Jurija.